# Kfar Yossef

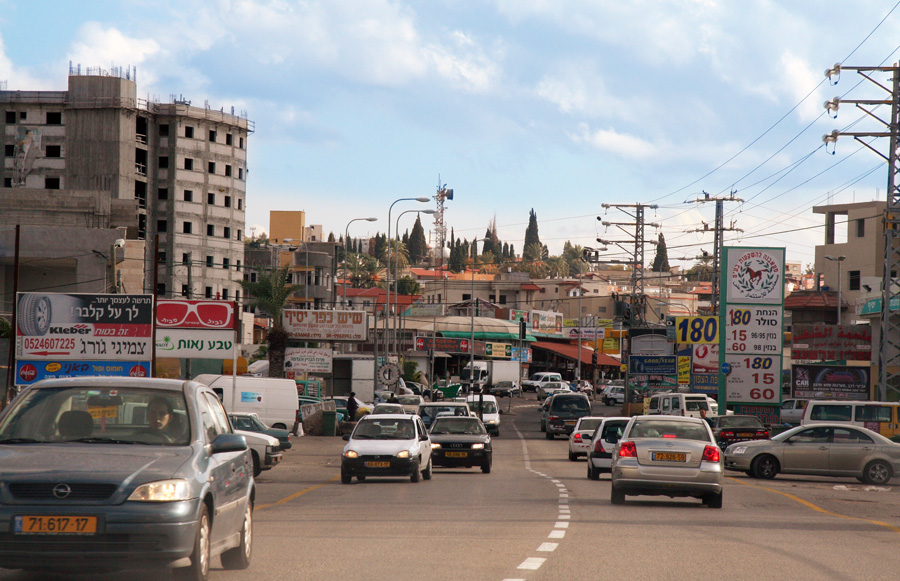

Kfar Yossef é uma vila palestina na região da Galileia, localizada administrativamente no Distrito Norte de Israel. O Conselho Local Kfar Yossef foi estabelecido em 1925.
De acordo com os dados do Departamento Central de Estatística em dezembro de 2008, a população da vila é de cerca de 8.700 pessoas e, segundo estimativas, 57% da população é cristã (os cristãos da vila de Kfar Yossef pertencem a várias denominações, incluindo ortodoxos gregos, católicos, protestantes, anglicanos, batistas). Em relação aos habitantes não-cristãos, 40% são muçulmanos e o restante são drusos. Os drusos em Kfar Yossef são uma minoria, porém um dos monumentos drusos mais importantes do país, o Maqam al-Khidr, está localizado em Kfar Yossef. 

## História da vila
Kafr Yasif é uma vila árabe no oeste da Galiléia, localizada em uma colina a 75 metros acima do nível do mar, doze quilômetros ao nordeste da cidade litorânea de Acre. Foi apelidada de a “capital da Galiléia” durante a era do Mandato Britânico (semelhante às cidades: Safed, Tiberíades e Nazaré).
Kafr Yasif é uma aldeia comercialmente desenvolvida, pois é um local comercial importante para as pessoas das aldeias vizinhas de Yarka, Abu Snan e Jules. Sua área total é de cerca de 7.000 m², nos quais existem cinco igrejas, duas mesquitas e um santuário para os drusos chamado “o santuário do Profeta al-Khidr” (Ele é Eliyahu, o Profeta no Judaísmo e São Jorge/Grace/Mar Elias no Cristianismo).
Segundo Philip Hitti, em seu livro 'História da Síria', a fundação de Kafr Yasif talvez remonte aos cananeus ou aos fenícios por volta de 3000 a.C., assim como as cidades vizinhas de Jericó e Tiro.[carece de fontes?]
Existe a opinião de que a vila foi construída sobre as ruínas de um assentamento bizantino. Sabe-se que Kafr Yasif desempenhou um papel importante na história, pois sua localização na principal rota comercial que ligava o norte da Palestina (Acre) à Síria e ao Líbano (Sidon) conferia-lhe uma posição importante e estratégica.
A vila de Kafr Yasif se destaca por ser um centro cultural, literário e artístico, pois é considerada uma das vilas árabes mais cultas e abriga as escolas mais antigas do norte. Muitos poetas, artistas e criadores se formaram na vila, como os poetas palestinos Mahmoud Darwish  e Samih al-Qasim, que ambos se formaram na Yeni High School. Outros artistas famosos da vila incluem Amal Morcos, Nabil Awad, Lubna Salama e Salim Makholi.